# Zündapp KS 125 / KS 125 Sport
Die Zündapp KS 125 / KS 125 Sport war ein sportlich ausgelegtes Leichtkraftrad der Zündapp-Werke aus München, gebaut zwischen 1971 und 1977. Mit ihrem 15 PS starken Einzylinder-Zweitaktmotor (ab 1972: 17 PS) und der 5-Gang-Schaltung erzielte sie eine Höchstgeschwindigkeit von bis zu 120 km/h. Das Fahrwerk bestand aus einem Doppelrohrrahmen, mit einer Teleskopgabel vorne und einer Hinterradschwinge mit Federbeinen. Die KS 125 / KS 125 Sport folgte auf die KS 100 (1962–1972) und wurde 1977 durch die KS 175 (1977–1982) ersetzt. Sie war die letzte sportliche 125er im Zündapp-Programm.

## Technische Daten KS 125 / KS 125 Sport
|                       | Zündapp KS 125 / KS 125 Sport                 |
| --------------------- | --------------------------------------------- |
| Baujahre              | 1971–1977                                     |
| Typ                   | 521-01 / 521‑05                               |
| Motor                 | luftgekühlter Einzylinder‑Zweitakter, 125 cm³ |
| Getriebe              | 5‑Gang Fußschaltung, Kettenantrieb            |
| Leistung              | ca. 15 PS – später ca. 17 PS                  |
| Höchstgeschwindigkeit | ca. 115 km/h – später ca. 120 km/h            |
| Radstand              | ca. 1320 mm                                   |
| Bremsen               | Trommelbremsen, Vollnabe                      |
| Hubraum               | 125 cm³                                       |
| Bohrung × Hub         | 54 × 54 mm (124 cm³)                          |
| Verdichtung           | ca. 12 : 1                                    |
| Vergaser              | Dell’Orto oder Bing, ca. 27 mm                |
| Leergewicht           | ca. 110–116 kg                                |
| Tankinhalt            | ca. 12–14 l                                   |

## Rekordversuchsmodell KS 125 Sport Typ 285/10
Die Zündapp KS 125 Sport Typ 285/10 ist eine spezielle Werkssportmaschine, die 1971 von Zündapp für Langstrecken-Rekordfahrten entwickelt wurde. Basierend auf der serienmäßigen KS 125 wurde sie in der Sportabteilung umfangreich modifiziert: Sie erhielt eine Stromlinienverkleidung mit spezialgefertigten Halterungen, die Fußrasten wurden zurückverlegt und Lenkerstummel montiert, um die Aerodynamik zu verbessern. Der eingesetzte Motor stammte aus der GS 125-Enduro und war auf Dauerbelastung abgestimmt.
Der Rekordversuch war auf dem Hochgeschwindigkeitsoval des Autodromo Nazionale di Monza für eine 24‑Stunden-Distanz geplant. Nach mehreren Erprobungsfahrten kam es allerdings zu einem schweren Sturz der ebenfalls startenden 50‑cm³-Maschine. Daraufhin wurde das Vorhaben abgebrochen und alle Rekordversuche von Zündapp wurden eingestellt.
Anschließend wurde die Typ 285/10 Maschine in die Zündapp-Werkssammlung des Deutsches Technikmuseums in Berlin übernommen, wo sie heute im ursprünglichen Serienzustand ausgestellt ist.

## Technische Daten (Weltrekordmodell)
|             | Zündapp KS 125 Sport Typ 285/10 (Rekordfahrzeug)    |
| ----------- | --------------------------------------------------- |
| Aufbaujahr  | 1971                                                |
| Basismodell | KS 125 (521-01)                                     |
| Motor       | modifizierter 123-cm³-Zweitakt-Einzylinder          |
| Leistung    | ca. 22 PS                                           |
| Getriebe    | 5-Gang, Fußschaltung                                |
| Verkleidung | Stromlinienförmig optimiert                         |
| Einsatz     | Monza 24‑h‑Rekordversuch                            |
| Ergebnis    | Versuch abgebrochen; Fahrzeug ins Museum übernommen |